# Sistema dell'idealismo trascendentale
Il Sistema dell'idealismo trascendentale (titolo originale in ted. System des transzendentalen Idealismus) è un'opera filosofica di Friedrich Wilhelm Joseph Schelling, pubblicata a Tubinga nell'aprile del 1800. È considerata la più importante tra quelle giovanili dell'autore, di cui conclude la prima fase filosofica, oltre che un testo chiave della stagione complessiva dell'idealismo tedesco.
La prima traduzione italiana, effettuata da Michele Losacco, fu pubblicata nel 1908 dagli Editori Laterza, per la collana «I classici della filosofia moderna» curata da Benedetto Croce e Giovanni Gentile.

## Panoramica

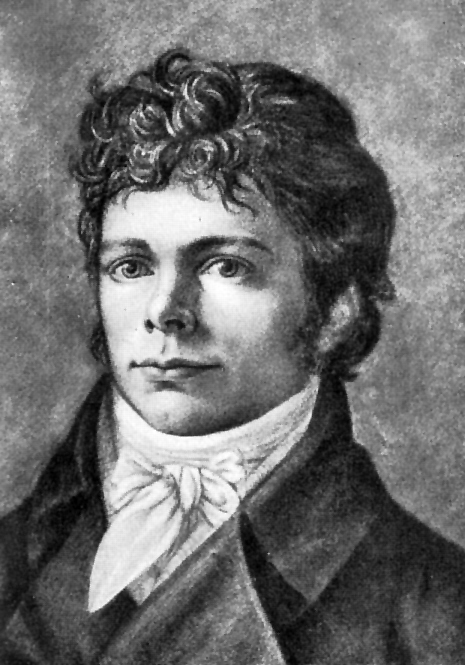
Schelling ritratto nel 1800 circa

Scritta di getto sulla base di corsi e lezioni tenuti a partire dal 1798 all'Università di Jena, fu pubblicata da Schelling all'età di venticinque anni, tra la fine di marzo e l'inizio di aprile dell'anno 1800. Il successo dell'opera lo consacrò come nuovo astro della filosofia tedesca, contemporaneamente al rapido declino di Fichte.
In essa, Schelling contrappone la filosofia trascendentale (di impronta kantiana-fichtiana) a quella naturale (rappresentata dallo spinozismo e dalla Naturphilosophie), rilevandone la convergenza, fino ad approdare ad un compiuto idealismo, con cui vuole condurre il lettore a riconoscere l'equivoco originato dalla coscienza ingenua, che presuppone un mondo oggettivo indipendente da sé, per renderlo consapevole che questo è in realtà una costruzione della sua soggettività.
Da una considerazione teorica della coscienza umana, egli trae così conclusioni per l'etica e la storia umana, formulando infine una filosofia dell'arte destinata ad avere notevole eco nel clima romantico di quel periodo.

### Sintesi del contenuto
Il trattato descrive una sorta di parallelismo tra la natura e l'intelligenza, o principio spirituale, in cui l'uno tende finalisticamente all'altro, essendo due poli di un'unità. L'uomo è visto come il coronamento della natura, in via di sviluppo dinamico.
L'idealismo deriva dal primato dell'io, rivelato con un atto di autocoscienza, che partendo dal soggetto si propone come obiettivo la spiegazione dell'oggettività; il dogmatismo viceversa, che in Kant si era arenato dinnanzi alla cosa in sé, deriva dalla realtà della natura, e partendo dall'oggetto deve giungere a risolverlo nella soggettività.
Il dogmatismo coerente non contraddice l'idealismo e si esprime nelle scienze naturali.
Grazie a questa piú precisa delimitazione, il problema è bell'e risolto. Quell'identità immediata di soggetto e oggetto può esistere soltanto là dove il rappresentato è in pari tempo anche il rappresentante, l'intuíto anche l'intuente. Ma quest'identità del rappresentato e del rappresentante esiste solo nell'autocoscienza; e dunque il punto cercato è trovato nell'autocoscienza.»
(Sistema della filosofia trascendentale, trad. it. in Grande Antologia Filosofica, XVIII, Milano, Marzorati, 1971, pp. 147-148)
L'intuizione intellettuale (intellektuelle Anschauung) in cui si produce l'autocoscienza è pertanto «l'organo della filosofia trascendentale» (§ IV), in cui trovano una sintesi l'io e la natura (o non-io), che in Kant risultavano contrapposti.
Grazie ad esso la natura, regno della necessità, che appare estranea all'io come un'«odissea dello spirito» che «fugge se stesso», definita anche «coscienza pietrificata», si rivela alla fine come libertà in cui agisce lo spirito medesimo in maniera inconscia. E d'altra parte lo spirito si rivela attraverso la storia, attraverso epoche di sviluppo dell'autocoscienza (teorica, pratica ed estetica) di cui viene ripercorso l'andamento, e in cui l'Assoluto si oggettiva progressivamente.
Soltanto nel momento estetico dell'arte, tuttavia, l'Assoluto si attua in maniera compiuta: solo nell'arte agisce infatti quell'immaginazione produttiva che la filosofia teoretica può senz'altro riconoscere, ma non realizzare praticamente.
Da qui l'importanza attribuita all'operato del genio artistico, capace di cogliere l'Assoluto a un livello sovracosciente.

## Struttura dell'opera
L'attuazione della filosofia trascendentale viene illustrata da Schelling attraverso le singole epoche che vedono l'emergere progressivo della coscienza. Egli cioè ripercorre attivamente e coscientemente la serie di passi con cui l'Io più o meno inconsciamente ritorna a se stesso.
A tal fine Schelling divide il suo lavoro in sezioni principali, epoche e obiettivi dimostrativi, insieme a note preliminari, note generali, aggiunte, frasi successive e risoluzioni. Di seguito una sintesi schematica della struttura dell'opera, con varie omissioni di molte sottoparti:
| \| \| Introduzione \| \| \| I \| Prima sezione principale. Sul principio dell'idealismo trascendentale \| Prima sezione principale. Sul principio dell'idealismo trascendentale \| \| II \| Seconda sezione principale. Deduzione generale dell'idealismo trascendentale - Preambolo \| Seconda sezione principale. Deduzione generale dell'idealismo trascendentale - Preambolo \| \| III \| Terza sezione principale. Sistema di filosofia teoretica basato sui principi dell'idealismo trascendentale \| Terza sezione principale. Sistema di filosofia teoretica basato sui principi dell'idealismo trascendentale \| \| Prima epoca. Dal sentimento originario all'immaginazione produttiva \| \| \| \| \| a) \| L'obiettivo è spiegare come l'Io arrivi a considerarsi limitato \| \| \| b) \| L'obiettivo è spiegare come l'Io percepisca se stesso come sentimento \| \| \| c) \| Teoria dell'immaginazione produttiva \| \| Seconda epoca. Dall'immaginazione produttiva alla riflessione \| \| \| \| \| d) \| L'obiettivo è spiegare come l'Io arrivi a considerarsi produttivo \| \| Terza epoca. Dalla riflessione all'atto di volontà assoluto \| \| \| \| IV \| Quarta sezione principale. Sistema di filosofia pratica basato sui principi dell'idealismo trascendentale \| Quarta sezione principale. Sistema di filosofia pratica basato sui principi dell'idealismo trascendentale \| \| \| e) \| Obiettivo: spiegare come la volontà dell'Io diventi nuovamente oggettiva \| \| \| f) \| Obiettivo: spiegare come l'Io stesso possa prendere coscienza dell'armonia originaria tra soggettivo e oggettivo \| \| V \| Quinta sezione principale. Principali fondamenti della teleologia secondo i principi dell'idealismo trascendentale \| Quinta sezione principale. Principali fondamenti della teleologia secondo i principi dell'idealismo trascendentale \| \| VI \| Sesta sezione principale. Deduzione dell'organo generale della filosofia, ovvero: Principi fondamentali della filosofia dell'arte secondo i principi dell'idealismo trascendentale \| Sesta sezione principale. Deduzione dell'organo generale della filosofia, ovvero: Principi fondamentali della filosofia dell'arte secondo i principi dell'idealismo trascendentale \| | | |
| Sintesi schematica del Sistema dell'idealismo trascendentale | | |
| | Introduzione | |
| I | Prima sezione principale. Sul principio dell'idealismo trascendentale | Prima sezione principale. Sul principio dell'idealismo trascendentale |
| II | Seconda sezione principale. Deduzione generale dell'idealismo trascendentale - Preambolo                                                                                           | Seconda sezione principale. Deduzione generale dell'idealismo trascendentale - Preambolo                                                                                           |
| III | Terza sezione principale. Sistema di filosofia teoretica basato sui principi dell'idealismo trascendentale                                                                         | Terza sezione principale. Sistema di filosofia teoretica basato sui principi dell'idealismo trascendentale                                                                         |
| Prima epoca. Dal sentimento originario all'immaginazione produttiva | | |
| | a) | L'obiettivo è spiegare come l'Io arrivi a considerarsi limitato |
| | b) | L'obiettivo è spiegare come l'Io percepisca se stesso come sentimento |
| | c) | Teoria dell'immaginazione produttiva |
| Seconda epoca. Dall'immaginazione produttiva alla riflessione | | |
| | d) | L'obiettivo è spiegare come l'Io arrivi a considerarsi produttivo |
| Terza epoca. Dalla riflessione all'atto di volontà assoluto | | |
| IV | Quarta sezione principale. Sistema di filosofia pratica basato sui principi dell'idealismo trascendentale                                                                          | Quarta sezione principale. Sistema di filosofia pratica basato sui principi dell'idealismo trascendentale                                                                          |
| | e) | Obiettivo: spiegare come la volontà dell'Io diventi nuovamente oggettiva |
| | f) | Obiettivo: spiegare come l'Io stesso possa prendere coscienza dell'armonia originaria tra soggettivo e oggettivo                                                                   |
| V | Quinta sezione principale. Principali fondamenti della teleologia secondo i principi dell'idealismo trascendentale                                                                 | Quinta sezione principale. Principali fondamenti della teleologia secondo i principi dell'idealismo trascendentale                                                                 |
| VI | Sesta sezione principale. Deduzione dell'organo generale della filosofia, ovvero: Principi fondamentali della filosofia dell'arte secondo i principi dell'idealismo trascendentale | Sesta sezione principale. Deduzione dell'organo generale della filosofia, ovvero: Principi fondamentali della filosofia dell'arte secondo i principi dell'idealismo trascendentale |

I nuclei fondamentali dell'opera sono soprattutto l'introduzione, che si caratterizza per un maggiore rigore epositivo rispetto al resto dell'opera, e la terza sezione principale, che costituisce l'effettiva attuazione del quadro delineato nell'introduzione. Anche la breve quinta sezione principale sulla teleologia e la sesta sull'filosofia dell'arte hanno suscitato particolare interesse.
L'introduzione è divisa in paragrafi che, come brevi riassunti, costituiscono gli assi portanti dell'opera. Il resto del lavoro può essere visto come una spiegazione e una dimostrazione degli argomenti esposti nell'introduzione.
Schelling costruisce il suo sistema come una storia progressiva «attraverso la quale l'oggetto della filosofia conduce a produrre l'intero edificio dell'autocoscienza», e lo divide nella terza sezione principale in tre epoche:
1. la prima (Dal sentimento originario all'immaginazione produttiva) è quella in cui l'oggetto viene appreso come estraneo al soggetto, perché frutto di una produzione inconscia, non riconosciuta ancora come tale dalla coscienza;
2. nella seconda epoca (Dall'immaginazione produttiva alla riflessione) l'Io prende coscienza non ancora di se stesso, ma solo degli oggetti, riconoscendoli come prodotti della sua stessa attività inconscia che lo limitavano. Ciò crea una distinzione tra estensione (spazio) e intensità (tempo), che insieme formano un'unità dialettica.[13]
3. La terza epoca (Dalla riflessione all'atto di volontà assoluto) conduce dalla riflessione all'Io assoluto, che comprende se stesso nella sua libertà come pura volontà: «L'intelligenza si eleva al di sopra di tutto ciò che è oggettivo attraverso un'azione assoluta».[14]

Progredendo dai gradi inferiori verso quelli superiori, l'Assoluto diventa così pienamente autocosciente nell'uomo, che si identifica con esso acquistandone consapevolezza in se stesso. L'idealismo è in definitiva questa stessa presa di coscienza, e in tal senso quello schellinghiano è trascendentale, perché funzionale non solo alla comprensione teorica dell'Assoluto, ma anche alla sua realizzazione pratica.

## Edizioni
- (DE) System des transzendentalen Idealismus, 1800
- Sistema dell'idealismo trascendentale, trad. it. di Michele Losacco, per la collana «I classici della filosofia moderna» curata da Benedetto Croce e Giovanni Gentile, Bari, Edizioni Laterza, 1908; 2ª ed. 1926.